# Rainer Klebba
Rainer Klebba (* 15. August 1943 in Cammin, Provinz Pommern; † 6. August 2012 in Berlin) war ein deutscher Politiker (SPD).
Klebba besuchte ein Gymnasium und legte 1964 das Abitur ab. Schon während der Schulzeit trat er 1963 der SPD bei. Er studierte Volkswirtschaft an der Freien Universität Berlin und an der Universität Hamburg. Zunächst war Klebba Studienleiter beim Paul-Löbe-Institut, wechselte aber anschließend zum Senat von Berlin.
Bei der Berliner Wahl 1971 wurde Klebba in die Bezirksverordnetenversammlung (BVV) im Bezirk Kreuzberg gewählt und wurde 1975 dort Fraktionsvorsitzender. Bei der Wahl 1979 konnte er das Direktmandat im Wahlkreis Kreuzberg 4 im Abgeordnetenhaus von Berlin erreichen. Nach der Neuwahl 1981 war er erneut Fraktionsvorsitzender der SPD in der BVV Kreuzberg.
Nach der politischen Wende 1990 stellte sich heraus, dass Klebba Inoffizieller Mitarbeiter des DDR-Ministeriums für Staatssicherheit – IM „Kleinert“ – war. Er trat daher 1993 aus der SPD aus.